# 大石田駅

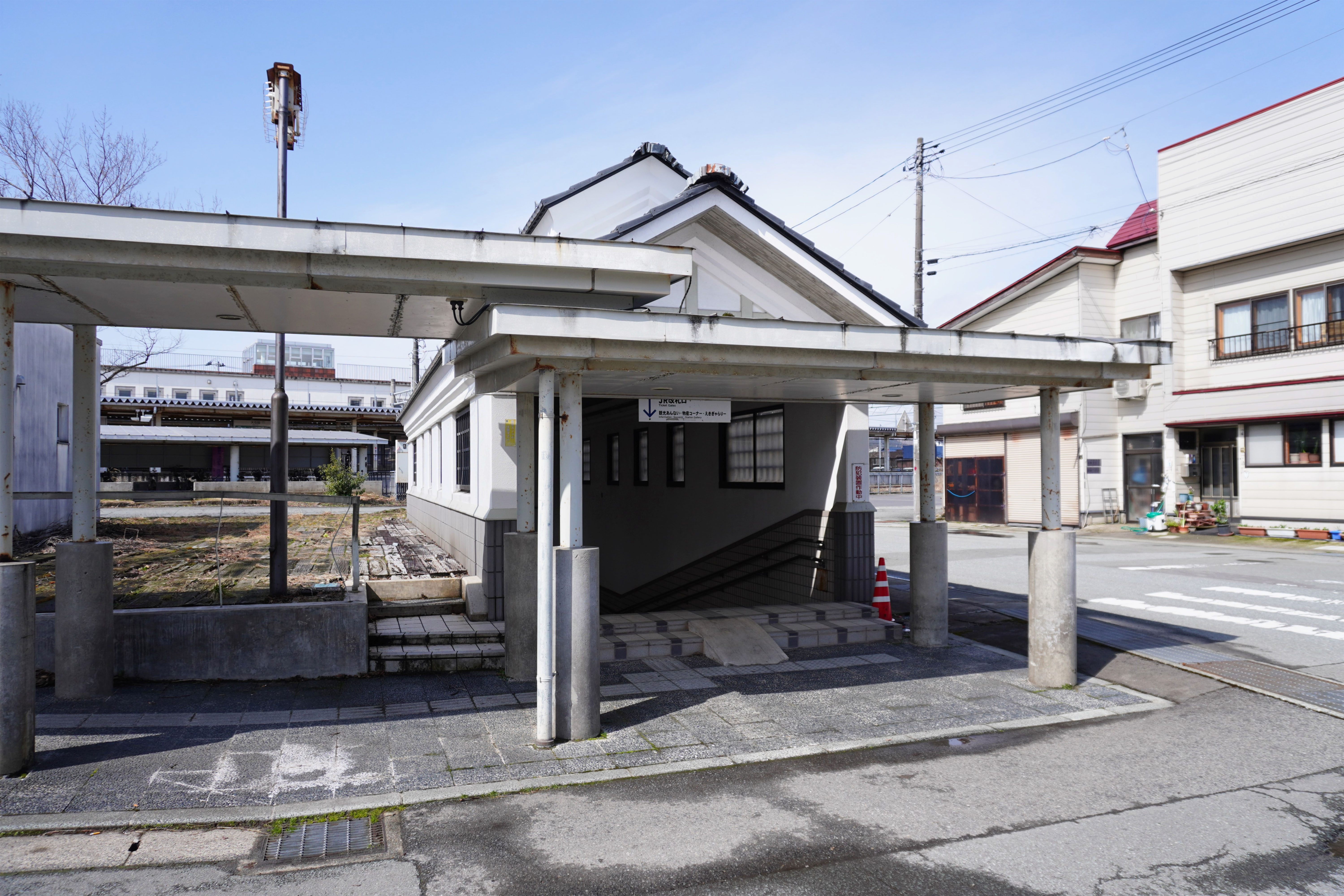
東口（尾花沢口）
（2024年3月）

大石田駅（おおいしだえき）は、山形県北村山郡大石田町大石田番乙にある、東日本旅客鉄道（JR東日本）奥羽本線（山形線）の駅である。
かつては山形交通尾花沢線が接続していた。

## 歴史
- 1901年（明治34年）10月21日：官設鉄道（のちに日本国有鉄道）奥羽南線が楯岡駅（現・村山駅）から延伸した際の終着駅として開業[3]。
- 1902年（明治35年）7月21日：奥羽南線が舟形駅まで延伸され、途中駅となる[4]。
- 1909年（明治42年）10月12日：線路名称の制定に伴い、奥羽本線の駅となる[5]。
- 1926年（大正15年）8月16日：尾花沢鉄道（のちの山形交通尾花沢線）が開業[6]。
- 1970年（昭和45年）9月10日：山形交通尾花沢線が廃止。
- 1981年（昭和56年）10月15日：貨物の取り扱いを廃止[2]。業務委託駅となる[7]。
- 1983年（昭和58年）：鉄筋コンクリート駅舎に改築。
- 1984年（昭和59年）2月1日：荷物の扱いを廃止[2]。
- 1987年（昭和62年）4月1日：国鉄分割民営化により、東日本旅客鉄道の駅となる[2]。
- 1988年（昭和63年）4月1日：直営駅となる[新聞 1]。
- 1992年（平成4年）4月23日：構内横断地下道が完成し、開通式を挙行[新聞 2]。
- 1999年（平成11年）12月4日：山形新幹線新庄延伸により山形新幹線の停車駅となる[報道 1]。現駅舎も使用開始となる[8]。
- 2011年（平成23年）3月15日：エレベーターを設置し、使用開始予定[報道 2]だったが、同年3月11日に発生した東北地方太平洋沖地震により奥羽本線が全線不通となり、山形 - 新庄間で運転再開したのは同年3月23日となった。
- 2015年（平成27年）4月1日：再び業務委託駅となる[7]。大石田駅長が廃止される。
- 2020年（令和2年）3月14日：新幹線eチケットサービスを開始[報道 3]。
- 2021年（令和3年）3月13日：タッチでGo!新幹線のサービスを開始[注 1][報道 6]。
- 2024年（令和6年）10月1日：えきねっとQチケのサービスを開始[1][報道 7]。

## 駅構造
単式ホーム2面2線を持つ地上駅である。山形新幹線延伸前は2面3線（1番線が下り本線、2番線が上り本線、3番線が上り1番線）であった。改札口は西口にのみあり、東口へは地下道を利用する。駅舎は屋根が階段になっており、一番上まで登ることができる。各ホームにエレベーターが設置されている。
新庄駅管理のJR東日本東北総合サービスが受託する業務委託駅である。直営駅時代は管理駅で、北大石田駅と芦沢駅を管理していた。駅舎内には、みどりの窓口、自動券売機、指定席券売機、新幹線eチケットサービス・タッチでGo!新幹線・えきねっとQチケ用簡易改札機が設置されている。なお、えきねっとQチケを利用する場合は、山形新幹線では改札機にQRコードをかざす一方、山形線では改札窓口にいる係員へQRコードを提示する必要がある。このほか、2009年（平成21年）8月に観光案内所が設置された。

### のりば

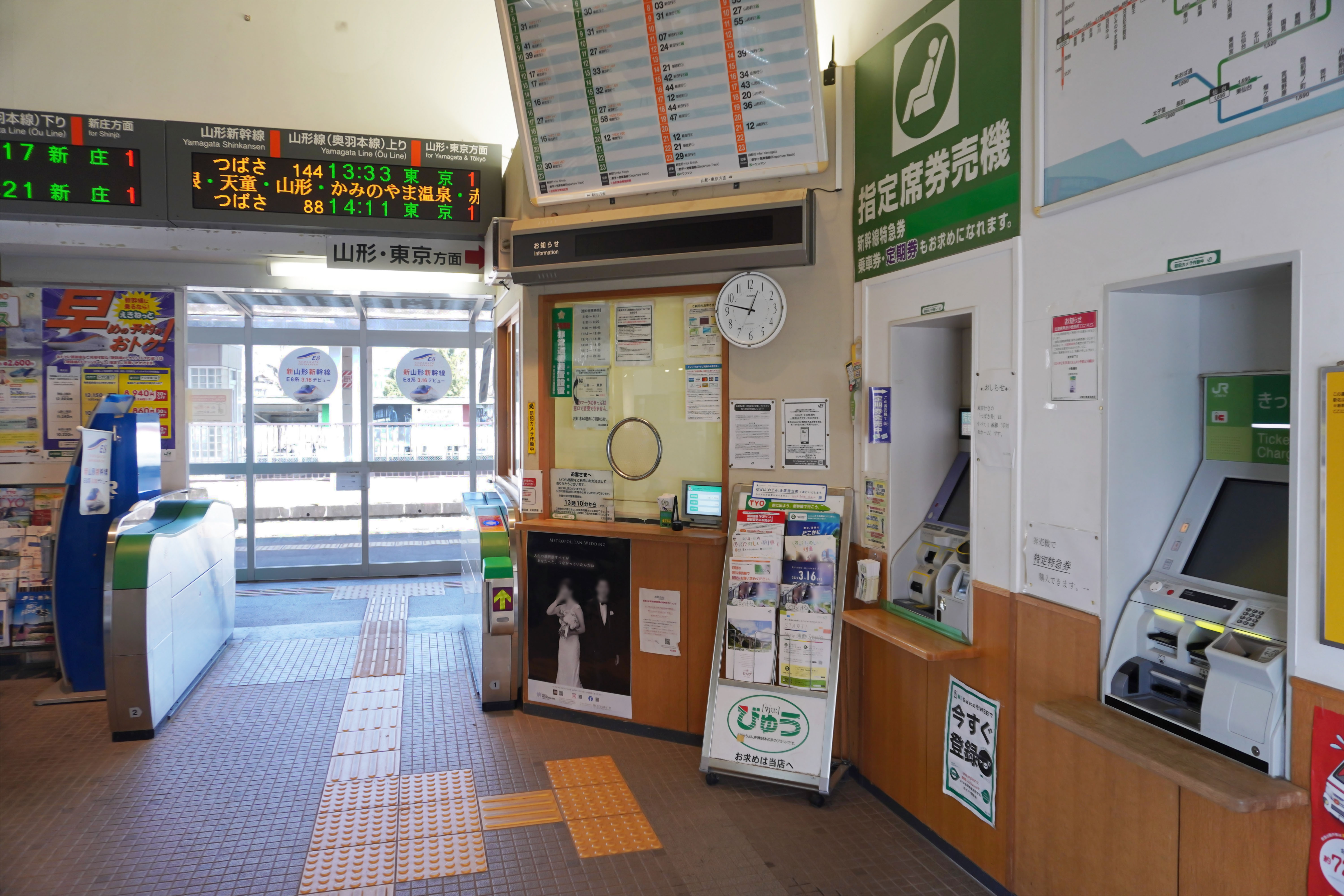
改札口（2024年3月）
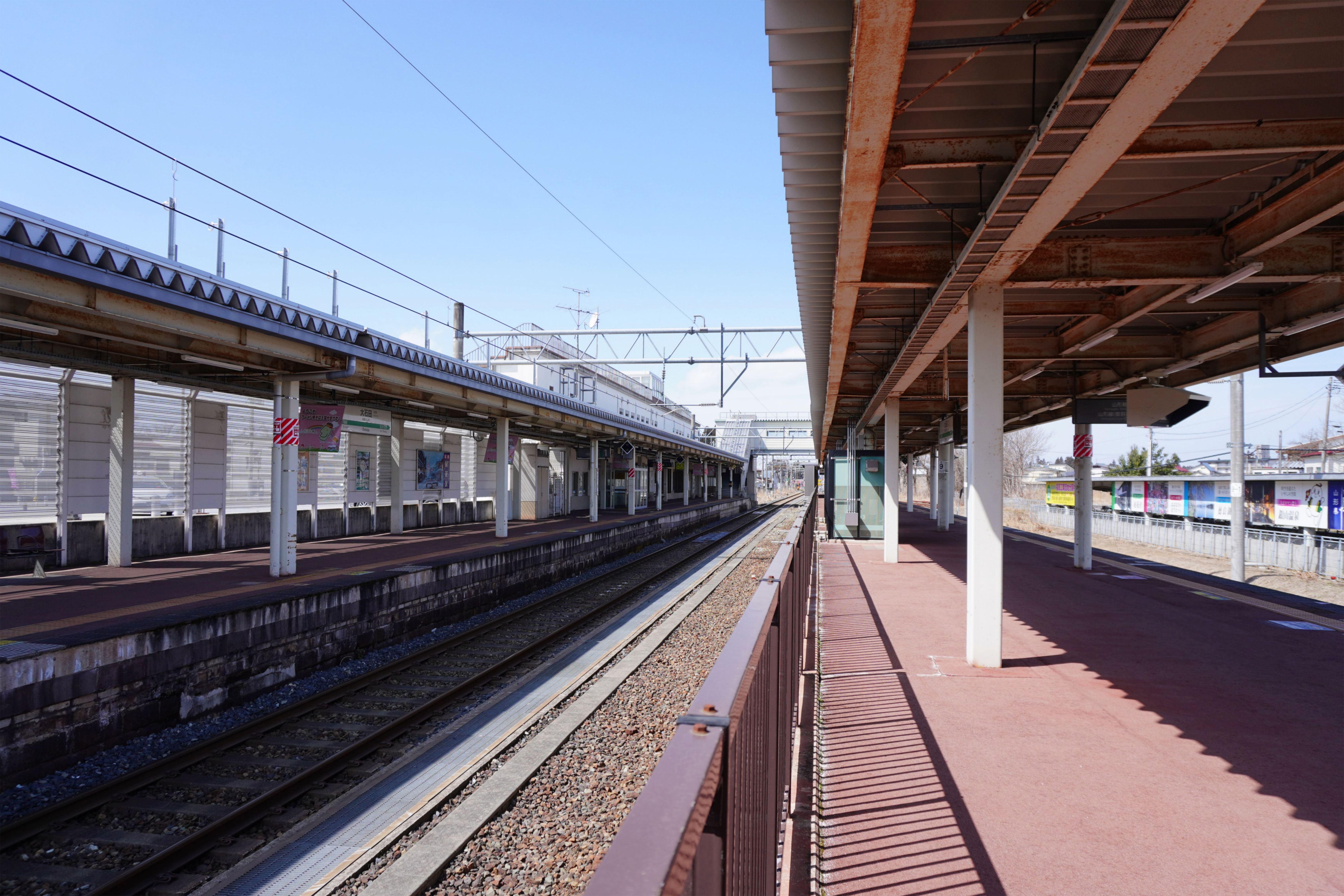
ホーム（2024年3月）

| 番線 | 路線                | 方向 | 行先                 |
| ---- | ------------------- | ---- | -------------------- |
| 1    | ■山形新幹線 ■山形線 | 下り | 新庄方面             |
| 1    | ■山形新幹線 ■山形線 | 上り | 山形・福島・東京方面 |
| 2    | ■山形新幹線 ■山形線 | 下り | 新庄方面             |
| 2    | ■山形線             | 上り | 山形・福島方面       |

- 2番線は行き違いがある場合のみ使用。

- 改札口（2024年3月）
- ホーム（2024年3月）

## 利用状況
JR東日本によると、2023年度（令和5年度）の1日平均乗車人員は614人である。
2000年度（平成12年度）以降の推移は以下のとおりである。
| 1日平均乗車人員推移 | 1日平均乗車人員推移 | 1日平均乗車人員推移 | 1日平均乗車人員推移 | 1日平均乗車人員推移 |
| 年度                | 定期外              | 定期                | 合計                | 出典                |
| ------------------- | ------------------- | ------------------- | ------------------- | ------------------- |
| 2000年（平成12年）  |                     |                     | 1,164               | [ 利用客数 2 ]      |
| 2001年（平成13年）  |                     |                     | 1,204               | [ 利用客数 3 ]      |
| 2002年（平成14年）  |                     |                     | 1,204               | [ 利用客数 4 ]      |
| 2003年（平成15年）  |                     |                     | 1,161               | [ 利用客数 5 ]      |
| 2004年（平成16年）  |                     |                     | 1,122               | [ 利用客数 6 ]      |
| 2005年（平成17年）  |                     |                     | 1,082               | [ 利用客数 7 ]      |
| 2006年（平成18年）  |                     |                     | 1,046               | [ 利用客数 8 ]      |
| 2007年（平成19年）  |                     |                     | 1,006               | [ 利用客数 9 ]      |
| 2008年（平成20年）  |                     |                     | 959                 | [ 利用客数 10 ]     |
| 2009年（平成21年）  |                     |                     | 922                 | [ 利用客数 11 ]     |
| 2010年（平成22年）  |                     |                     | 904                 | [ 利用客数 12 ]     |
| 2011年（平成23年）  |                     |                     | 899                 | [ 利用客数 13 ]     |
| 2012年（平成24年）  | 190                 | 680                 | 870                 | [ 利用客数 14 ]     |
| 2013年（平成25年）  | 192                 | 691                 | 884                 | [ 利用客数 15 ]     |
| 2014年（平成26年）  | 199                 | 586                 | 786                 | [ 利用客数 16 ]     |
| 2015年（平成27年）  | 206                 | 591                 | 798                 | [ 利用客数 17 ]     |
| 2016年（平成28年）  | 211                 | 571                 | 782                 | [ 利用客数 18 ]     |
| 2017年（平成29年）  | 227                 | 585                 | 812                 | [ 利用客数 19 ]     |
| 2018年（平成30年）  | 227                 | 565                 | 792                 | [ 利用客数 20 ]     |
| 2019年（令和元年）  | 224                 | 521                 | 746                 | [ 利用客数 21 ]     |
| 2020年（令和02年）  | 108                 | 438                 | 546                 | [ 利用客数 22 ]     |
| 2021年（令和03年）  | 137                 | 444                 | 582                 | [ 利用客数 23 ]     |
| 2022年（令和04年）  | 166                 | 422                 | 588                 | [ 利用客数 24 ]     |
| 2023年（令和05年）  | 217                 | 396                 | 614                 | [ 利用客数 1 ]      |

## 駅周辺
- 大石田町役場
- 大石田町立大石田中学校
- 大石田町立大石田小学校
- 国道347号
- 山形県道121号尾花沢大石田線（西部街道）
- 最上川

### バス路線
- 山交バス - 尾花沢、村山方面
- 尾花沢市路線バス - 鶴子、銀山温泉方面

## 隣の駅
東日本旅客鉄道（JR東日本）
■山形新幹線
村山駅 - 大石田駅 - 新庄駅
■山形線（奥羽本線）
袖崎駅 - 大石田駅 - 北大石田駅

### かつて存在した路線
山形交通
尾花沢線
大石田駅 - 尾花沢駅

### 記事本文